# Euthynnus lineatus

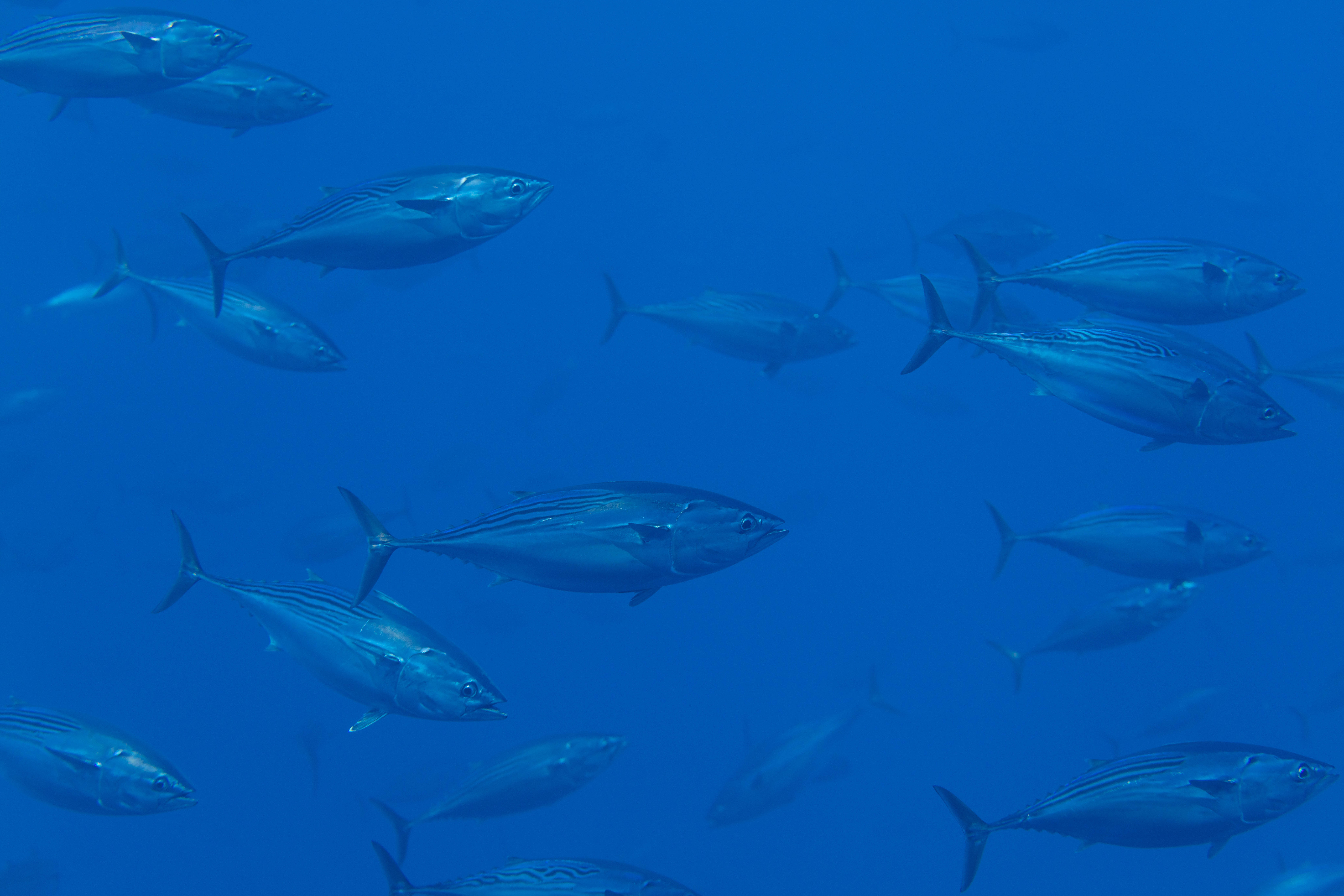
Grupo de Euthynnus lineatus en Baja California, México.

Euthynnus lineatus es una especie de peces de la familia Scombridae en el orden de los Perciformes.

## Morfología
• Los machos pueden llegar alcanzar los 84 cm de longitud total y los 9.120 g de peso.

## Distribución geográfica
Se encuentra desde San Simeón (California, Estados Unidos) hasta las Islas Galápagos y el norte del Perú.